# Макортить
Макортить — заповідне урочище місцевого значення. Об'єкт розташований на території Черкаського району Черкаської області, у адмінмежах Михайлівської сільської громади.
Площа — 15,2 га, статус отриманий у 2008 році.